# Инвентарна книга
Инвентарна книга е счетоводен регистър за отчитане на дълготрайните активи (материални и нематериални) в едно предприятие, в една организация, министерство, ведомство или други правни субекти от публичния сектор. Инвентарната книга съдържа определен набор от необходими реквизити, с които се следи състоянието на дълготрайните активи, амортизационните отчисления, счетоводния и данъчния амортизационни планове.
Инвентарна книга не се изисква при двустранно водене на счетоводство на дадена фирма. Инвентарна книга се изисква само при водене на едностранно счетоводно отчитане.